# Blancco
Blancco Ltd. es una empresa internacional de seguridad de datos que se especializa en el borrado de datos y la reutilización de computadoras para corporaciones, gobiernos y empresas. Fundada y con sede en Joensuu (Finlandia), la empresa opera desde oficinas en Europa, América del Norte, Oriente Medio, Asia y Australasia. Blancco es una subsidiaria de propiedad total de Regenersis, una empresa de subcontratación estratégica para compañías de tecnología de consumo.

## Historia
En 1997, Janne Tervo y Kim Väisänen cofundaron Carelian Innovation Ltd. El primer producto de borrado de datos de la empresa, Blancco Data Cleaner, se lanzó en 1999. Luego, en el año 2000, Carelian Innovations Ltd. cambió su nombre a Blancco Ltd. Sun Microsystems y Blancco formaron una asociación en 2007 para ofrecer servicios de borrado de datos. En 2007, Blancco fue aprobado e incluido en el Catálogo de Productos de Aseguramiento de la Información de la OTAN (NIAPC). La empresa amplió su línea de productos en 2008 con la introducción de la serie de clientes Blancco 4.5 para soporte adicional de servidores, y la Data Center Edition, que permite la reutilización segura de los discos duros en entornos de almacenamiento masivo para clientes como Sun Microsystems, Hewlett-Packard (HP) y EMC Corporation, que necesitan una eliminación profunda de datos. La empresa lanzó Blancco Mobile para el borrado de teléfonos inteligentes en 2012. En 2011, se lanzó Blancco LUN y en 2012 se lanzaron Blancco 5 y Management Console 3. La empresa también adquirió DBAN en 2012 y recibió la certificación Common Criteria en ese mismo año. Regenersis adqurió Blanco en abril de 2014.